# Oratorio della Madonna delle Grazie (Maggia)
L'oratorio della Madonna delle Grazie è un edificio religioso che si trova a Riveo, frazione di Maggia in Canton Ticino.

## Storia
L'oratorio fu consacrato nel 1703 e citato a metà del secolo precedente. La cappella attuale risale al 1850, ma la struttura viene citata per la prima volta in documenti storici risalenti al 1365. Nel 1536 venne completamente ricostruita, nel XVIII secolo vennero aggiunti il coro ed il portico antistante la facciata, affrescato da Giacomo Antonio Pedrazzi nel 1857.

## Descrizione
L'attuale pianta allungata, dotata di un coro quadrato con volta a botte, è frutto di modifiche successive, risalenti al 1729 e al 1877. Sul campanile sette-ottocentesco il quadrante dell'orologio sulla faccia che dà sulla valle è solo dipinto. Negli interni, decorati forse da Giacomo Antonio Pedrazzi, un altare in stucco (1729) con una Madonna col Bambino in legno, un dipinto secentesco che rappresenta San Giuseppe e l'angelo e una Madonna del Soccorso ex voto risalente al 1722.